# Bekesz
Bekesz (Bekiesz, Korniath) – polski herb szlachecki z nobilitacji, odmiana herbu Bekiesz.

## Opis herbu
W polu brunatnym prawa noga orla złota z czarnym upierzeniem, w prawym górnym rogu tarczy półksiężyc złoty w skos, w lewym dolnym gwiazda złota. W klejnocie nad hełmem w koronie trzy pióra strusie.

## Historia herbu
Nadany w 1768 urzędnikowi kancelarii królewskiej Stanisławowi Kostce Mroczkiewiczowi. Rodzina Mroczkiewiczów pisała się od tej pory od herbu i gniazda rodowego Bekieszów, z francuska Bekiesz-Mroczkiewicz de Korniath.

## Herbowni
Bekiesz - Bekesz, Mroczkiewicz - Mroczkowicz, Bekiesz-Mroczkiewicz de Korniath.